# Sybra djampeana
Sybra djampeana är en skalbaggsart som beskrevs av Stefan von Breuning 1966. Sybra djampeana ingår i släktet Sybra och familjen långhorningar. Inga underarter finns listade i Catalogue of Life.